# 2-я гвардейская кавалерийская дивизия
2-я гвардейская кавалерийская Крымская ордена Ленина, дважды Краснознамённая ордена Богдана Хмельницкого дивизия имени СНК УССР (2-я гв. кд), который входил в состав 1 - го гвардейского кавалерийского корпуса. Дивизия была одной из трех основных дивизий корпуса — воинское соединение в РККА Советских Вооружённых Сил Союза Советских Социалистических Республик. Их командир дивизии Мамсуров Хаджи-Умар Джиорович считается отцом спецназа.

## История

2-я гвардейская кавалерийская дивизия. Открытка 1942 года.

Историю свою ведёт от 9-й кавалерийской дивизии,
 сформированной в июле 1920 года в районе г. Самара из частей 2-й Туркестанской кавалерийской дивизии.

### Боевой путь
Районы боевых действий: Гражданская война в России 
Освободительный поход Красной Армии 1939 г. 
Освободительный поход Красной Армии 1940 г. 
Великая Отечественная война.
Во время битвы за Москву когда ситуация выглядела отчаянной, Жуков приказал отправить корпус Павла Белова, чтобы остановить неудержимую танковую группудивизия. После столкновения между советскими мобильными войсками,  и 2-й танковой в окрестностях Каширы способность немецких войск, расположенных южнее в Тульской области, проводить наступление на север в направлении Москвы была значительно затруднена. Атаки 2-й танковой группы в направлении центра Советского государства в конечном итоге зашли в тупик. Таким образом, дивизия в составе 1-го гвардейского кавалерийского корпуса удержала не только Каширу, но и помешала немцам осуществить наступление на Москву с юга, Спасая Москву и Западный фронт от капитуляции, что достойно продемонстрировало боевые способности доблестных кавалеристов корпуса, которые были непоколебимы в бою.
За проявленные в боях с немецко-фашистскими захватчиками отвагу, стойкость, мужество и героизм личного состава дивизия была преобразована во 2-ю гвардейскую кавалерийскую Крымскую дивизию им. Совнаркома УССР (СНК УССР) (26 ноября 1941 года).
Доблестно сражались гвардейцы в 1941—1942 в Тульской оборонительной, Тульской и Ржевско-Вяземской наступательных операциях.
За образцовое выполнение боевых заданий командования и проявленные при этом доблесть и мужество дивизия была награждена орденом Красного Знамени (27 марта 1942 года).
В феврале-июне 1942 части дивизии во взаимодействии с другими соединениями вели тяжёлые бои в тылу противника в районах Вязьмы, Дорогобужа, Ельни, отвлекая на себя крупные силы врага. За время боёв в тылу противника кавалеристы дивизии уничтожили свыше 7 тысяч солдат и офицеров противника, 11 танков, около 40 орудий, сбили б самолётов.
В августе 1942 дивизия в составе 16-й армии участвовала в отражении наступления противника из района Жиздры.
В конце января 1943 года была переброшена на Юго-Западный фронт и с 5 февраля включена в 6-ю армию, с 16 марта — в 3-ю танковую армию, в составе которых участвовала в наступательной операции в Донбассе, затем в оборонительной операции на харьковском направлении.
Во 2-й половине апреля-августе дивизия находилась в резерве Юго-Западного фронта, в начале сентября в составе корпуса была переброшена на Воронежский (с 20 октября 1943 1-й Украинский) фронт.
После форсирования р. Днепр участвовала в Киевской наступательной операции.
За отличие в боях при освобождении г. Житомир была награждена вторым орденом Красного Знамени (13 ноября 1943 года).
В Ровно-Луцкой наступательной операции 1944 года гвардейцы-конники в условиях лесисто-болотистой местности и бездорожья успешно совершили рейд в тыл противника на луцком направлении.
За проявленные в этой операции воинами мужество и отвагу дивизия была награждена орденом Богдана Хмельницкого II степени (7 февраля 1944 года).
В Львовско-Сандомирской операции 1944 года действовала в составе конно-механизированной группы под командованием генерал-лейтенанта Баранова В. К.. Участвовала в окружении бродской группировки противника и освобождении города и крепости Перемышль.
В Сандомирско-Силезской наступательной операции 1945 года успешно действовала последовательно в составе 21-й, 3-й гвардейской танковой и 60-й армий.
В ходе этой операции отличился 4-й гвардейский кавалерийский полк (бывший 72-й полк) дивизии под командованием подполковника Н. И. Терёхина. В ожесточённом бою с фашистами полк захватил в районе г. Бишофсталь (Уязд) исправные мосты через р. Клодница и судоходный канал, которые были использованы для переправы главных сил 21-й армии. Отважно действовал полк и в последующих боях на территории Польши и Германии. За умелое руководство боевыми действиями полка, личную храбрость и отвагу подполковник Н. И. Терёхин был удостоен звания Героя Советского Союза.
После форсирования р. Одер в районе Ферендорфа 30 км западнее г. Глейвиц (Гливице) дивизия в феврале вела бои по удержанию и расширению захваченного плацдарма.
В Берлинской наступательной операции после ввода в прорыв развивала наступление на дрезденском направлении, в составе 1-го Украинского фронта она была перенаправлена на юг, освободив Дрезден. Дивизия вместе с другими частями 1-го кавалерийского корпуса встретилась с американцами на реке Эльбе в конце апреля 1945 года. К концу войны 2-я гвардейская кавалерийская дивизия, в которой к тому времени насчитывалось восемнадцать Героев, за последний месяц захватила более 16 000 немецких пленных вместе с большим количеством техники. Их командир Мамсуров Хаджи-Умар Джиорович за свои военные заслуги  участвовал в Московском параде Победы 1945 года.
За отличие з боях при разгроме противника в районе Дрездена была награждена орденом Ленина (4 июня 1945 года). Боевой путь завершила на р. Эльба в районе г. Риза.

## Командование
В период Великой Отечественной войны дивизией командовали:
- Бычковский, Александр Фёдорович (17.01.1941 — 13.10.1941), полковник, генерал-майор;
- Осликовский, Николай Сергеевич (26.11.1941 — 02.05.1942), полковник, генерал-майор;
- Васильев, Вячеслав Дмитриевич (03.05.1942 — 30.06.1942), полковник;
- Синицкий, Василий Гаврилович (01.07.1942 — 06.04.1943), полковник;
- Васильев, Вячеслав Дмитриевич (07.04.1943 — 18.04.1943), полковник;
- Мамсуров, Хаджи-Умар Джиорович (19.04.1943 — 11.05.1945), полковник, генерал-майор.

## Состав
- 2-й гвардейский кавалерийский полк (до 03.04.1943)
- 4-й гвардейский кавалерийский полк
- 7-й гвардейский кавалерийский полк
- 8-й гвардейский кавалерийский полк
- танковый полк (с 20.04.1943 по 07.10.1943);
- 230-й танковый полк (с 08.10.1943 по 30.12.1943)
- 58-й танковый полк (с 22.05.1944)
- 177-й гвардейский артиллерийско-миномётный полк (2-й гв. конно-артиллерийский дивизион)
- 2-й миномётный дивизион (до 10.04.1942)
- 33-й гвардейский отдельный дивизион ПВО (18 озад, зенбатр)
- 2-й гвардейский артиллерийский парк
- 2-й гвардейский разведывательный эскадрон (2-й гв. разведывательный дивизион)
- 2-й гвардейский саперный эскадрон
- 2-й отдельный гвардейский эскадрон связи
- 4-й медико-санитарный эскадрон
- 1-й гвардейский отдельный эскадрон химической защиты
- 23-й автотранспортный эскадрон (до 20.03.1942)
- 2-й продовольственный транспорт
- 3-й взвод подвоза ГСМ
- 15-й ремонтно-восстановительный эскадрон (до 25.06.1942)
- полевой автохлебозавод (до 4.04.1944)
- 249-й (7-й) дивизионный ветеринарный лазарет
- 266-я полевая почтовая станция
- 378-я полевая касса Госбанка

Перечень № 6: Кавалерийские, танковые, воздушно-десантные дивизии и управления артиллерийских, зенитно-артиллерийских, минометных, авиационных и истребительных дивизий, входивших в состав действующей армии в годы Великой Отечественной войны 1941—1945 гг. / А. П. Покровский. — М.: Министерство обороны, 1965. — 77 с.

## Подчинение
- В составе Действующей Армии: с 26.11.1941 по 23.01.1943 и с 05.02.1943 по 11.05.1945
- 24 июня 1941 года согласно Директиве Ставки ГК № 20466 дивизия была включена в состав 2 кавалерийского корпуса 9-й армии Южного фронта (с конца ноября 1941 года — 1-й гвардейский) и вела боевые действия в составе корпуса до конца войны.[2]
- С 01.12.1941 по 01.02.1943 1-й гв. кк — ЗФ
- на 01.03.1943 1-й гв. кк 6-я А ЮЗФ
- на 01.04.1943 1-й гв. кк 3-я ТА ЮЗФ
- C 01.05.1943 по 1.11.1943 1-й гв. кк — Воронежский фронт
- С 01.11.1943- до конца войны 1-й гв. кк — 1-й УФ

## Награды и почётные наименования
- «Крымская» Почётное наименование. 30 ноября 1921 года. — За отличие в боях на Крымском полуострове.
- Почетное звание «Гвардейская» Приказ НКО № 342 от 26 ноября 1941 года — За проявленные в боях с немецко-фашистскими захватчиками отвагу, стойкость, мужество и героизм личного состава дивизия была преобразована во 2-ю гвардейскую кавалерийскую Крымскую дивизию им. Совнаркома УССР.
- Орден Красного Знамени Указ Президиума ВС СССР от 27 марта 1942 года — За образцовое выполнение боевых заданий командования на фронте борьбы с немецкими захватчиками и проявленные при этом доблесть и мужество[3]
- Орден Красного Знамени Указ Президиума ВС СССР от 13 ноября 1943 года — За образцовое выполнение боевых заданий командования на фронте борьбы с немецкими захватчиками (при освобождении города Житомир?) и проявленные при этом доблесть и мужество.[4]
- Орден Богдана Хмельницкого II степени Указ Президиума ВС СССР от 7 февраля 1944 года — За образцовое выполнение боевых заданий командования на фронте борьбы с немецкими захватчиками и проявленные при этом доблесть и мужество.[5]
- Орден Ленина Указ Президиума ВС СССР от 4 июня 1945 года — За образцовое выполнение заданий командования в боях с немецкими захватчиками при овладении городом Дрезден и проявленные при этом доблесть и мужество.[6]

Награды частей дивизии:
- 4-й гвардейский кавалерийский Катовицкий[7] Краснознамённый[8] полк
- 7-й гвардейский кавалерийский Перемышльский[9] ордена Кутузова[10] полк
- 8-й гвардейский кавалерийский Краснознамённый[11] ордена Богдана Хмельницкого[12] полк
- 58-й танковый Катовицкий[7] ордена Богдана Хмельницкого[10] (II степени) полк
- 177-й гвардейский артиллерийско-миномётный дважды Краснознамённый[13][14] ордена Богдана Хмельницкого[15](II степени) полк

## Отличившиеся воины
За боевые подвиги в годы Великой Отечественной войны 12 364 воина дивизии были награждены орденами и медалями, 18 человек удостоены звания Героя Советского Союза.
1. Абрамов, Николай Александрович, гвардии сержант, командир отделения 7-го гвардейского кавалерийского полка.
2. Азев, Михаил Ефимович, гвардии лейтенант, командир взвода 2-го гвардейского кавалерийского полка.
3. Белых, Иосиф Назарович, гвардии полковник, заместитель командира дивизии.
4. Бжигаков, Камчари Барокович, гвардии старший лейтенант, командир взвода 82-миллиметровой миномётной батареи 7-го гвардейского кавалерийского полка.
5. Борин, Иван Андрианович, гвардии старший сержант, командир орудия 7-го гвардейского кавалерийского полка.
6. Бородин, Иван Фёдорович, гвардии красноармеец, пулемётчик 7-го гвардейского кавалерийского полка.
7. Злыднев, Василий Григорьевич, гвардии старший сержант, командир орудия 7-го гвардейского кавалерийского полка.
8. Карицкий, Сергей Демьянович, гвардии старший лейтенант, командир сабельного эскадрона 4-го гвардейского кавалерийского полка.
9. Литвинов Владимир Иванович, гвардии сержант, командир кавалерийского отделения 7-го гвардейского кавалерийского полка.
10. Мамсуров, Хаджи-Умар Джиорович, гвардии генерал-майор, командир дивизии.
11. Мнышенко, Михаил Яковлевич, гвардии полковник, командир 7-го гвардейского кавалерийского полка.
12. Моисеенко, Василий Тарасович, гвардии старший сержант, командир пулемётного расчёта 7-го гвардейского кавалерийского полка.
13. Никитин, Александр Александрович, лейтенант, командир роты 230-го танкового полка.
14. Никулин, Егор Иосифович, гвардии сержант, командир отделения 7-го гвардейского кавалерийского полка.
15. Сидоров, Павел Иванович, гвардии старший лейтенант, офицер разведки 7-го гвардейского кавалерийского полка.
16. Терёхин, Николай Иванович, гвардии подполковник, командир 4-го гвардейского кавалерийского полка.
17. Хмелев, Павел Васильевич, гвардии сержант, командир противотанкового орудия 7-го гвардейского кавалерийского полка.
18. Чуркин, Василий Егорович, гвардии ефрейтор, наводчик орудия 177-го гвардейского артиллерийско-миномётного полка.